# 榆林乡 (延津县)
榆林乡，是中华人民共和国河南省新乡市延津县下辖的一个乡镇级行政单位。

## 行政区划
榆林乡下辖以下地区：
榆林村、夹堤村、王村、东娄庄村、枣园村、大韩庄村、小韩庄村、西娄庄村、王庄村、官厅村、奡村、新丰堤村、芦厂村、王厂村、袁河村、安乐庄村、东古墙村、西古墙村、南古墙村、徐庄村、罗庄村、西吐村、小里村、高庄村、新堤村、石堤村和石河村。